# Кот-д’Ивуар на летних Олимпийских играх 1984
Кот-д’Ивуар на летних Олимпийских играх 1984 года в Лос-Анджелесе был представлен 15 спортсменами в 4 видах спорта. Кот-д’Ивуар вернулся в список участников после бойкота Игр 1980 года. По итогам соревнований была завоёвана одна серебряная медаль. Её выиграл бегун Габриэль Тиако, ставший вторым на дистанции 400 метров. Эта медаль стала первой олимпийской наградой в истории страны. В следующий раз спортсмены из Кот-д’Ивуара смогли попасть в число олимпийских призёров только на Играх 2016 года.

## Медали
| Серебро |                |                                              |           |
| №       | Спортсмены     | Вид спорта (дисциплина)                      | Дата      |
| 1       | Габриэль Тиако | Лёгкая атлетика (бег на 400 метров, мужчины) | 8 августа |

## Состав сборной
Бокс
1. Барар Батобе
2. Ньоэр Сери
3. Бакари Фофана

Гребля на байдарках и каноэ
 Гребля на гладкой воде
1. Адогон
2. Мелань Лат
3. Н'Гама
4. Куаме Н'Дуб

 Дзюдо
1. Жан Клод Н'Гессан
2. Гастон Ула

 Лёгкая атлетика
1. Жорж Каблан Деньян
2. Рене Джеджемель
3. Авоньян Ногбун
4. Куадио Отокпа
5. Габриэль Тиако
6. Селестин Н'Дрин

## Результаты соревнований

### Бокс
| Соревнование | Спортсмены    | Первый раунд       | Второй раунд                     | Третий раунд                     | Четвертьфинал                       | Полуфинал          | Финал              |
| Соревнование | Спортсмены    | Соперник Результат | Соперник Результат               | Соперник Результат               | Соперник Результат                  | Соперник Результат | Соперник Результат |
| ------------ | ------------- | ------------------ | -------------------------------- | -------------------------------- | ----------------------------------- | ------------------ | ------------------ |
| До 54 кг     | Барар Батобе  |                    | Джемаль Онер (TUR) проиграл; 4:1 | не прошёл                        | не прошёл                           | не прошёл          | не прошёл          |
| До 60 кг     | Бакари Фофана |                    | Фари Сюмер (TUR) проиграл; 5:0   | не прошёл                        | не прошёл                           | не прошёл          | не прошёл          |
| До 71 кг     | Ньоэр Сери    |                    | Салулоло Аумуа (SAM) выиграл; KO | Ральф Лябросс (SEY) выиграл; 4:1 | Манфред Цилонка (FRG) проиграл; 5:0 | не прошёл          | не прошёл          |

### Гребля на байдарках и каноэ

#### Гребля на гладкой воде
Кот-д’Ивуар в соревнованиях гребцов представляли 4 спортсмена, которые выступали в трёх дисциплинах. В общей сложности они участвовали в 6 заездах и каждый раз приходили к финишу последними, причём иногда отставание от предпоследней позиции составляло всего лишь 0,06 с, в результате чего все три экипажа выбыли из борьбы за медали уже на сталии отборочного раунда, не пробившись ни разу даже в полуфинал.
Мужчины
| Соревнование                   | Спортсмены             | Предварительный раунд | Предварительный раунд | Предварительный раунд | Отборочный раунд | Отборочный раунд | Отборочный раунд | Полуфинал             | Полуфинал             | Полуфинал             | Финал                 | Финал                 |
| Соревнование                   | Спортсмены             | Заплыв                | Время                 | Место                 | Заплыв           | Время            | Место            | Заплыв                | Время                 | Место                 | Время                 | Место                 |
| ------------------------------ | ---------------------- | --------------------- | --------------------- | --------------------- | ---------------- | ---------------- | ---------------- | --------------------- | --------------------- | --------------------- | --------------------- | --------------------- |
| байдарки-одиночки, 500 метров  | Н'Гама                 | 2                     | 2:01,16               | 5                     | 1                | 1:57,03          | 5                | Завершил выступление  | Завершил выступление  | Завершил выступление  | Завершил выступление  | Завершил выступление  |
| байдарки-одиночки, 1000 метров | Адогон                 | 2                     | 4:22,30               | 6                     | 2                | 4:20,11          | 5                | Завершил выступление  | Завершил выступление  | Завершил выступление  | Завершил выступление  | Завершил выступление  |
| байдарки-двойки, 500 метров    | Мелань Лат Куаме Н'Дуб | 2                     | 1:49,82               | 7                     | 1                | 1:47,48          | 6                | Завершили выступление | Завершили выступление | Завершили выступление | Завершили выступление | Завершили выступление |

### Дзюдо
| Соревнование | Спортсмены        | Основная сетка                          | Основная сетка                             | Основная сетка     | Основная сетка     | Основная сетка     | Основная сетка     | Сетка за 3-и места                         | Сетка за 3-и места | Сетка за 3-и места | Сетка за 3-и места |
| Соревнование | Спортсмены        | 1/32 финала                             | 1/16 финала                                | 1/8 финала         | Четвертьфинал      | Полуфинал          | Финал              | 1/8 финала                                 | Четвертьфинал      | Полуфинал          | Финал              |
| Соревнование | Спортсмены        | Соперник Результат                      | Соперник Результат                         | Соперник Результат | Соперник Результат | Соперник Результат | Соперник Результат | Соперник Результат                         | Соперник Результат | Соперник Результат | Соперник Результат |
| ------------ | ----------------- | --------------------------------------- | ------------------------------------------ | ------------------ | ------------------ | ------------------ | ------------------ | ------------------------------------------ | ------------------ | ------------------ | ------------------ |
| До 71 кг     | Жан Клод Н'Гессан |                                         | Юсуф Аль-Хамамд (KUW) проиграл; иппон 2:58 | не прошёл          | не прошёл          | не прошёл          | не прошёл          | не прошёл                                  | не прошёл          | не прошёл          | не прошёл          |
| До 78 кг     | Гастон Ула        | Франк Винеке (FRG) проиграл; иппон 1:20 | не прошёл                                  | не прошёл          | не прошёл          | не прошёл          | не прошёл          | Хиромицу Такана (JPN) проиграл; иппон 2:00 | не прошёл          | не прошёл          | не прошёл          |

### Лёгкая атлетика
Мужчины
| Соревнование          | Спортсмен                                                           | Первый раунд | Первый раунд | Четвертьфинал | Четвертьфинал | Полуфинал | Полуфинал | Финал     | Финал     |
| Соревнование          | Спортсмен                                                           | Результат    | Место        | Результат     | Место         | Результат | Место     | Результат | Место     |
| --------------------- | ------------------------------------------------------------------- | ------------ | ------------ | ------------- | ------------- | --------- | --------- | --------- | --------- |
| 100 метров            | Куадио Отокпа                                                       | 10,72        | 3            | 10,80         | 8             | не прошёл | не прошёл | не прошёл | не прошёл |
| 200 метров            | Жорж Каблан Деньян                                                  | 21,39        | 4            | не прошёл     | не прошёл     | не прошёл | не прошёл | не прошёл | не прошёл |
| 400 метров            |                                                                     |              |              |               |               |           |           |           |           |
| Габриэль Тиако        | 45,96                                                               | 1            | 45,15        | 1             | 44,64         | 1         | 44,54     | 2         |           |
| Эстафета 4×400 метров | Жорж Каблан Деньян, Авоньян Ногбун, Рене Джеджемель, Габриэль Тиако | 3:03,50      | 3            |               |               | 3:04,87   | 6         | не прошли | не прошли |

Женщины
| Соревнование | Спортсмен       | Первый раунд | Первый раунд | Полуфинал | Полуфинал | Финал     | Финал     |
| Соревнование | Спортсмен       | Результат    | Место        | Результат | Место     | Результат | Место     |
| ------------ | --------------- | ------------ | ------------ | --------- | --------- | --------- | --------- |
| 800 метров   | Селестин Н'Дрин | 2:06,06      | 5            | не прошла | не прошла | не прошла | не прошла |